# 日本協議会
日本協議会（にっぽんきょうぎかい）は、日本の社会運動団体。

## 概要
全国学生自治体連絡協議会（のち「全国学生協議会連合」と改称。全国学協）のOBらによって1970年（昭和45年）秋に日本青年協議会が結成され、さらにそれが2005年（平成17年）に改編されて誕生した（形式上は新組織結成）。機関誌「祖国と青年」を発行する。

## 沿革
1967年（昭和42年）7月、全日本学生自治会総連合（全学連）による左派系学生運動に対抗し、保守系学生によってまず長崎大学で長崎大学学生協議会（長大学協。椛島有三議長）が結成され、続いて翌1968年3月には九州学生自治体連絡協議会（九州学協）が、更にその翌年5月には、各大学・各地方の学協が連合する形で全国学協が結成された。YP体制打破の「反ヤルタ・ポツダム論」と、日本人としての「生の全体性」を回復する「反近代・文化防衛論」を掲げて運動する。
1970年11月3日には、椛島を含む全国学協OBらにより日本青年協議会が結成された。日本青年協議会は、地方議会への元号法制定等の陳情活動、日本教職員組合の“イデオロギー教育”への抗議行動等を活発に展開してきた。また、1975年5月3日には、政府（三木内閣）主催の憲法記念行事への抗議集会を自民党ホールで強行開催した。
このように、当初は行動的な青年運動を中心に展開してきた日本青年協議会だったが、時間の経過とともに活動の内容も多彩になり、小中高生を対象とする教育研修事業等も開始するようになった。また会員の中には、政治家、実業家、学者等として社会的に大きな影響力を持ち、独自の活動を展開する者、他団体へも所属し、その活動の中心を担う者なども出てきた。
このため、運動、組織全体をより機能的に整理、再編すべく、2005年（平成17年）4月、新たに「日本協議会」が結成され、日本青年協議会の方は従来の青年運動を中心的に行う一部署として位置付け直されることとなった。
なお、機関誌『祖国と青年』は、日本協議会、日本青年協議会双方の発行となっている。日本協議会は日本会議の事務総局役を務め、椛島も日本会議の事務総長を兼任している。